# Йоаким Броден
Йоакім "Йоке" Броден (5 жовтня 1980, Фалун, Швеція) — шведсько-чеський музикант, вокаліст, фронтмен, автор текстів пісень, клавішник і час від часу третій гітарист шведського хеві-метал гурту «Sabaton». Він та басист Пяр Сундстрем заснували гурт у 1999 році.

## Біографія

### Раннє життя
Батько Бродена, Ульф Улоф Броден, походить зі Швеції, а мати - Анна, з колишньої Чехословаччини. Він має подвійне громадянство Швеції та Чехії.  Він сказав, що став металістом, коли йому було три-чотири роки, завдяки кліпу на пісню Twisted Sister «We’re Not Gonna Take It».  У молодості він був спортсменом-плавцем. 

### Музична кар'єра
Одного разу Броден приєднався до Stormwind у турне, як клавішник. Brodén заснував Sabaton у 1999 році разом з басистом Pär Sundström;  він є головним вокалістом і клавішником, і іноді третім гітаристом. Він також придумав назву гурту «Sabaton». 
Броден відомий тим, що одягав незвичайний жилет з металевими пластинами під час виступу з Sabaton;    він був описаний як схожий на бронежилет.  Він також відомий своєю виразною зачіскою в стилі ірокез і волоссям на обличчі «квадрат». 
Він баритон.
У 2015 році Броден програв парі з колегами по групі, які зобов'язали його дійти до наступного концерту Sabaton пішки; він не знав, що їхній наступний виступ був у Тронхеймі, Норвегія, приблизно за 560 км від нього. Дорогою Броден зупинявся в будинках кількох фанатів.    
26 листопада 2016 року Броден брав участь у конкурсі співаків Český slavík у Чехії та посів п’яте місце з 9 826 балами.  Наступного року він знову подав заявку, але був усунений від змагань через нове правило, згідно з яким учасники повинні були виступати в Чехії.  Але вболівальники мали можливість проголосувати за Бродена, його ім’я було видалено з довідки для голосування приблизно за два тижні до оголошення опитування. За словами організаторів, це була «необережність».

### Пінбол
У 2016 і 2017 роках Броден брав участь у національних чемпіонатах Швеції з пінболу, посівши 167-ме місце вперше та 255-те вдруге.  

## Особисте життя
Броден одружений на кінній поліцейській в Осло, де він також живе, коли не на гастролях. У квітні 2017 року, згідно з інформацією з квітневого номеру журналу Spark, у них мала народитися перша дитина.

## Дискографія

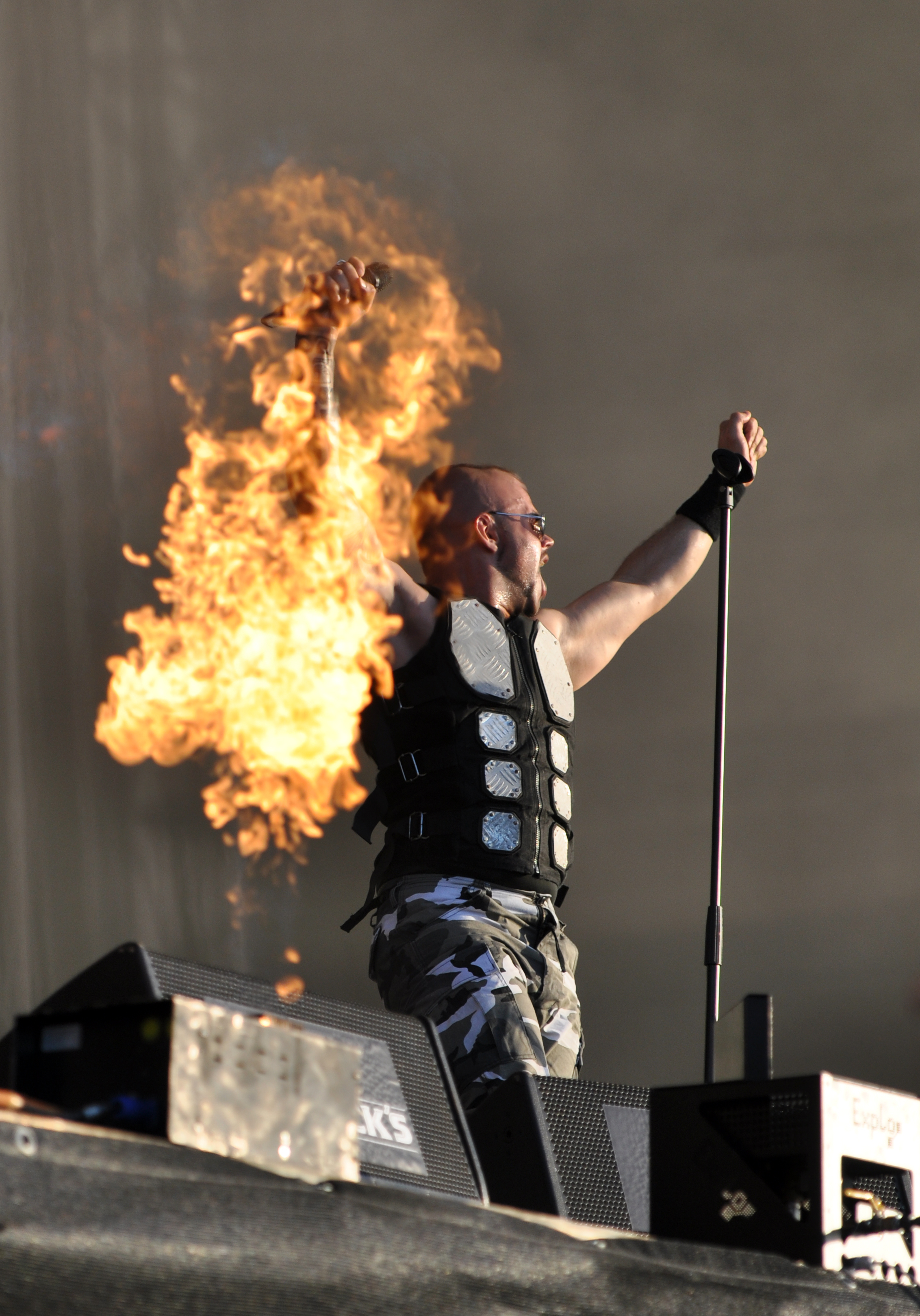
Броден виступає на Wacken Open Air у 2013 році

### У складі гурту "Sabaton"
- Primo Victoria (2005)
- Attero Dominatus (2006)
- Metalizer (2007)
- The Art of War (2008)
- Coat of Arms (2010)
- Carolus Rex (2012)
- Heroes (2014)
- The Last Stand (2016)
- The Great War (2019)
- The War to End All Wars (2022)

### Виступ у ролі запрошеного гостя
| Назва                            | Назва групи        |
| -------------------------------- | ------------------ |
| "Lament for Soldier's Glory"     | Desert             |
| "Gates of Glory"                 | Twilight Force     |
| "Heroes of Mighty Magic"         | Twilight Force     |
| "Rise of the Wise"               | Wisdom             |
| "Primo Victoria" (Sabaton cover) | Van Canto          |
| "Call Me"                        | Pain               |
| "Ibor & Aio"                     | Hulkoff            |
| "Pumping Iron Power"             | Grailknights       |
| "Oh! Majinai"                    | Babymetal          |
| "I Am a Viking"                  | Thobbe Englund     |
| "The Tired Hero"                 | The Metal Alliance |
| "Live or Die"                    | Apocalyptica       |
| "Pasadena 1994"                  | Nanowar of Steel   |
| "Starlight"                      | Follow the Cipher  |

## Подальше читання
- Ramanand, Liz (7 травня 2015). Sabaton's Joakim Broden Talks 'Heroes,' History + More. Loudwire. Процитовано 7 червня 2017.
- GLOSA: Joakim Brodén je slavičím vyslancem metalového světa (чес.). Novinky.cz. Процитовано 7 червня 2017.